# ニューアベンジャーズ
『ニューアベンジャーズ』（New Avengers）は、マーベル・コミックより出版されているコミックのシリーズ。「アベンジャーズ: ディスアセンブルド」の作家のブライアン・マイケル・ベンディスによって書かれ、「ニューアベンジャーズ」と呼ばれるアベンジャーズの新しいチームを題材としている。

## 背景
『The New Avengers』は2004年11月に開始され、原作はブライアン・マイケル・ベンディス、作画はデヴィッド・フィンチが担当した。
主要メンバーの一人であるスカーレット・ウィッチの能力の暴走により多数の犠牲者を出し、本部のアベンジャーズマンションが崩壊し、アベンジャーズが解散する事件（「アベンジャーズ・ディスアッセンブル」）から半年が過ぎた。
それによってアメリカの防衛が薄くなった隙を突き、何者かに依頼された電気を操る能力を持つスーパーヴィラン・エレクトロはニューヨークを流れるイースト川に浮かぶライカーズ島にあるS.H.I.E.L.D.（マーベルユニバースの国連直属の諜報機関）の重犯罪刑務所ラフトの機能を止め、収容されたスーパーヴィラン87名が一斉に脱走を開始した。その場に居合わせたS.H.I.E.L.D.エージェントのジェシカ・ドリュー（スパイダーウーマン）、盲目の弁護士マット・マードック（デアデビル）、超人用心棒ルーク・ケイジの3名に、異変を察知して駆けつけたキャプテン・アメリカ（スティーブ・ロジャース）、スパイダーマン、アイアンマンの3名が加わり、さらにラフトに自ら入っていた謎のヒーローセントリーも加勢した。彼ら7名の活躍により暴動は鎮圧されたが、42人の脱獄を許してしまう。
キャプテン・アメリカは、偶然の導きによって旧アベンジャーズが結成された時のように、運命がこのグループをチームとして導いたと考え、新たなるアベンジャーズの結成を決意、誘いを断ったデアデビルと牢中にいるセントリーを除く4名がそれに同意し、アイアンマンことトニー・スタークが新築した高層ビル「スタークタワー」の上層3階を本部に「ニューアベンジャーズ」が結成された。そして、エレクトロを捕えた次の出動時に偶然合流したXメンメンバーのウルヴァリンを加え、チームは完成した。彼らの最初の任務は、ラフトより脱走したスーパーヴィランたちを捕らえることであった。
旧アベンジャーズはアメリカ合衆国政府や国連から様々な権利を与えられた「政府公認ヒーローチーム」であったが、ニューアベンジャーズは政府関係に根回し等をせずにキャプテンアメリカの持つ「フル・チャンピオンライセンス（過去にS.H.I.E.L.D.より与えられた「必要ならばどのようなチームを編成してもよいという権限）」を根拠に結成されたヒーローチームであり、特権が無い代わりに政府からの命令を受ける義務も無い。そのため政府やS.H.I.E.L.D.とは時には対立することもある。

### シビル・ウォー
2006年に起こった超人全ての個人情報を一般公開して政府に登録するスーパーヒューマン登録法を巡ってヒーロー同士が戦いを繰り広げたシビル・ウォー事件の際に、ニューアベンジャーズは登録法に賛成したアイアンマン派（マイティ・アベンジャーズ）と反対するキャプテン・アメリカ派（シークレットアベンジャーズ）に分裂。登録法に賛成したトニー・スタークはS.H.I.E.L.D.の長官となり、以後はマイティ・アベンジャーズが「政府公認のアベンジャーズ」となり、シークレットアベンジャーズは非合法スーパーヒーローチームとなった。
登録法反対派ヒーローのリーダーとしてシビル・ウォーを起こしたキャプテン・アメリカは、戦いの最後にチームメイトに退却命令を出した後にシビル・ウォー事件を起こした責任を取り、一人だけで政府に投降したが、裁判所に出頭する際に暗殺された（後に復活）。この暗殺事件を受けて、シークレットアベンジャーズの元メンバーは非公認チームとして「ニューアベンジャーズ」を再結成し、ドクター・ストレンジの保護下にあるSanctum Sanctorum（後のランド社のビル）に本部を移した。
2008年中頃のニューアベンジャーズは、ルーク・ケイジがリーダーで、エコー、ローニン（戦死したと思われていたホークアイ）、ウルヴァリン、スパイダーマン、アイアンフィストから成っている。ニューアベンジャーズはキャプテンアメリカが生存していると信じ、彼を救うとの声明を出す。スパイダーマンは、キャプテンアメリカを取り戻せば、再び自分たちをアベンジャーズと呼ぶことができると主張し、ルーク・ケイジは自分たちが既にアベンジャーズであると主張する。
シビル・ウォー以降はアベンジャーズを自称するチームがいくつも乱立して対立しており、ニューアベンジャーズもそのうちの一つである。

### シークレット・インベーション
アイアンマンは、S.H.I.E.L.D.から変身能力を持つ異星人スクラルの船が南極にある原始時代の世界「サヴェージ・ランド」に墜落しようとしているとの報告を受け取る。彼はすぐに、それを妨害するようマイティ・アベンジャーズに命令するが、スパイダーウーマンは、有利なスタートを与えるために元チームメートであるニューアベンジャーズに連絡した。テレポート能力を持つヒーローであるクロークの助けで、彼らはブラック・ウィドウがマイティ・アベンジャーズの所有するクインジェット（アベンジャーズ用のジェット機）を整備している着陸パッドに輸送される。スパイダーマンとローニンはすぐにブラック・ウィドウを無力化し、次にアイアンマン用のクインジェットの遠隔操作デバイスを取り外す。ニューアベンジャーズが乗ったクインジェットはサヴェージ・ランドへ到着する際に恐竜によって破壊される。
ちょうどマイティ・アベンジャーズが到着するころ、ニューアベンジャーズは墜落しているスクラルの船を発見する。ケイジはアイアンマンの制止を無視して墜落した船のドアを開ける。その行動が引き金となって、エドウィン・ジャーヴィス、ダム・ダム・デューガン、スーザン・ストーム・リチャーズ、ヘンリー・ピムといった地球のヒーローらに擬態していたスクラルたちが、スターク・インダストリー、S.H.I.E.L.D.、S.W.O.R.D.、そしてバクスタービルの機能を麻痺させて、さらにファンタスティック・フォーのリード・リチャーズを無能力化し、スーパーヴィラン達を解放した。
ショッキングなことに、スパイダーウーマンは、ニューアベンジャーズ結成のきっかけとなったラフト脱獄事件の頃には既にスクラルの女王のヴェランケと入れ替わっていたことも明らかとなった。本物のスパイダーウーマンは、最初からチームのメンバーではなかったのだ。また、ローニンは妻のモッキングバードが同様にスクラルと入れ替わっていると信じていたが、彼女は生存しており夫と再会した。
メインの「Secret Invasion」クロスオーバー連載中、ニューアベンジャーズはこのイベントの主なシリーズで大きな役割を果たし、それらはスクラルの動機を補足するイベントに移行した。

### ダーク・レイン
Secret Invasion以降の新しいチームメンバーはキャプテン・アメリカ（バッキー・バーンズ）、スパイダーマン、ローニン、モッキングバード、ルーク・ケイジ、ミズ・マーベル、ウルヴァリン、そして生存していた本当のスパイダーウーマン（ジェシカ・ドリュー）であった。
戦いが終わったあと、バッキーは彼の家でニューアベンジャーズと会議をし、そこを作戦基地として提供した。アイアンフィストは、個人的な事業に気を配るためにチームから抜ける必要があると述べたが、もし自分を必要とするなら電話をするようにチームに言った。その後、ニューアベンジャーズのミーティングでローニンが新しいリーダー、ミズ・マーベルは副司令官に決まり、スパイダーマンはチームに正体を明かすことを強制された。その時ドクター・ストレンジが酷く傷ついた姿で部屋に現れ、必死に彼らの援助を嘆願した。彼が言うには、Sorcerer Supremeとしての自分の後任であるという確信の下ウィッカンと会っていた時にフッドによって攻撃された。彼らはその後マダム・マスクを退け、フッドをダイモン・ヘルストームまで追うが、彼らは、ブラザー・ブードゥーがアガモットの眼の新たな後継者であることを発見する。

## 名簿
「New Avengers」#54時点でのメンバーである。
- アイアンマン (#1-21)
- キャプテン・アメリカ (スティーブ・ロジャーズ) (#1-25)
  - キャプテン・アメリカ (バッキー・バーンズ) (#48-現在)
- スパイダーウーマン (ヴェランケ) (#1-33)
  - スパイダーウーマン (ジェシカ・ドリュー) (#48-現在)
- ルーク・ケイジ (#1-現在)
  - ジェシカ・ジョーンズ
- スパイダーマン (#1-現在)
- ウルヴァリン (#6-現在)
- セントリー (#10-21)
- ローニン (エコー) (#11-13)
  - ローニン (クリント・バートン) (#27-現在) (現在のリーダー)
- ドクター・ストレンジ (#27-37, 5-現在)
- アイアンフィスト (#27-47、パートタイム)
- エコー (#32-47)
- ミズ・マーベル (#48-現在) (副司令)
- モッキングバード (#48-現在)

## 出版
- New Avengers #1-連載中
- New Avengers Annual #1-2
- New Avengers: The Reunion #1-4
- New Avengers: Most Wanted Files
- New Avengers Illuminati Vol. 1 #1
- New Avengers Illuminati Vol. 2 #1-5
- Mighty Avengers #8, 14, 21
- Amazing Spider-Man #521-524
- Avengers/Invaders #1-12
- New Avengers/Transformers #1-4
- Marvel Knights: Spider-Man #13-14,`18
- Iron Man Vol. 4 #7-8, 10-12
- Woverine Vol. 3 #42

## コレクテッド・エディション
『The New Avengers』は以下のトレードペーパーバックに集められた。それらがペーパーバックの前に「プレミア・ハードカバー・エディション」としてリリースされたことに注意されたい。
| タイトル                                   | 内容                                                                | ISBN                   | 発行日         |
| ------------------------------------------ | ------------------------------------------------------------------- | ---------------------- | -------------- |
| Volume 1: Breakout                         | The New Avengers #1-6                                               | ISBN 0-7851-1479-3     | 2006年1月18日  |
| Volume 2: The Sentry                       | The New Avengers #7-10, New Avengers: Most Wanted Files             | ISBN 0-7851-1672-9     | 2006年7月26日  |
| Volume 3: Secrets and Lies                 | The New Avengers #11-15, Lead Story from Giant-Size Spider Woman #1 | ISBN 0-7851-1706-7     | 2006年9月6日   |
| Volume 4: The Collective                   | The New Avengers #16-20                                             | ISBN 0-7851-1987-6     | 2007年4月4日   |
| Volume 5: Civil War                        | The New Avengers #21-25                                             | ISBN 0-7851-2446-2     | 2007年9月5日   |
| Volume 6: Revolution                       | The New Avengers #26-31                                             | ISBN 0-7851-2468-3     | 2007年11月21日 |
| Volume 7: The Trust                        | The New Avengers #32-37, The New Avengers Annual #2                 | ISBN 0-7851-2503-5     | 2008年7月16日  |
| Volume 8: Secret Invasion Book 1           | The New Avengers #38-42                                             | ISBN 978-0-7851-2947-9 | 2009年2月25日  |
| Volume 9: Secret Invasion Book 2           | The New Avengers #43-47                                             | ISBN 978-0-7851-2948-6 | 2009年5月6日   |
| Volume 10: Power                           | The New Avengers #48-50, Secret Invasion: Dark Reign                | ISBN 978-0-7851-3559-3 | 2009年8月25日  |
| Volume 11: Search for the Sorcerer Supreme | The New Avengers #51-54                                             | ISBN 978-0-7851-3689-7 | 2009年9月25日  |
| Volume 12: Powerloss                       | The New Avengers #55-60                                             | ISBN 978-0-7851-4575-2 | 2010年3月24日  |
| Volume 13: Siege                           | The New Avengers #61-64, Annual #3; The New Avengers Finale         | ISBN 978-0-7851-4577-6 | 2010年7月28日  |

『The New Avengers』は他に以下のハードカバーにも集められた。
| 巻数 # | 内容 | ISBN               | 発行日        |
| ------ | --- | ------------------ | ------------- |
| 1      | The New Avengers #1-10; New Avengers Most Wanted Files; New Avengers: Custom #676: Army & Air Force     | ISBN 0-7851-2464-0 | 2007年12月5日 |
| 2      | The New Avengers #11-20; The New Avengers Annual #1; The lead story from: Giant-Size Spider-Woman #1    | ISBN 0-7851-3085-3 | 2008年4月2日  |
| 3      | The New Avengers #21-31; New Avengers: Illuminati; Civil War: The Confession; Civil War: The Initiative | ISBN 0-7851-3763-7 | 2009年2月18日 |
| 4      | The New Avengers #32-37, Annual #2; Illuminati #1-5                                                     | ISBN 0-7851-4262-2 | 2010年5月5日  |
| 5      | The New Avengers #38-47                                                                                 | ISBN 0-7851-4579-6 | 2010年6月1日  |
| 6      | The New Avengers #48-54 Secret Invasion: Dark Reign Avengers: Free Comic Book Day 2009 Special          | ISBN 0-7851-5648-8 | 2011年5月16日 |
| 7      | The New Avengers #55-64; Annual #3; Dark Reign: The List- Avengers; New Avengers Finale                 | ISBN 0-7851-5676-3 | 2011年9月21日 |

## 日本語版
発売元はヴィレッジブックス。約5年をかけて第1号からフィナーレまでを完訳した。
| タイトル                                           | 内容                                                                                                | ISBN                | 発行日         |
| -------------------------------------------------- | --------------------------------------------------------------------------------------------------- | ------------------- | -------------- |
| ニューアベンジャーズ：ブレイクアウト               | The New Avengers #1-6                                                                               | ISBN 978-4863322479 | 2010年5月29日  |
| ニューアベンジャーズ：セントリー                   | The New Avengers #7-13                                                                              | ISBN 978-4863323346 | 2011年7月30日  |
| ニューアベンジャーズ：コレクティブ                 | The New Avengers #14-20                                                                             | ISBN 978-4863323384 | 2011年8月30日  |
| ニューアベンジャーズ：シビル・ウォー               | The New Avengers #21-25,The New Avengers Annual #1                                                  | ISBN 978-4864910149 | 2012年10月20日 |
| ニューアベンジャーズ：レボリューション             | The New Avengers #26-31                                                                             | ISBN 978-4864910378 | 2013年1月19日  |
| ニューアベンジャーズ：トラスト                     | The New Avengers #32-37, The New Avengers Annual #2                                                 | ISBN 978-4864910590 | 2013年4月30日  |
| ニューアベンジャーズ：シークレット・インベージョン | The New Avengers #38-47                                                                             | ISBN 978-4864911191 | 2014年2月20日  |
| ニューアベンジャーズ：ダークレイン                 | The New Avengers #48-54, Secret Invasion: Dark Reign                                                | ISBN 978-4864911641 | 2014年8月30日  |
| ニューアベンジャーズ：パワーロス                   | The New Avengers #55-60                                                                             | ISBN 978-4864911863 | 2014年12月19日 |
| ニューアベンジャーズ：シージ                       | Dark Reign: The List - Avengers,New Avengers Annual #3,The New Avengers #61-64, New Avengers Finale | ISBN 978-4864912020 | 2015年3月28日  |

## 他のメディア
- テレビゲーム『Marvel: Ultimate Alliance』で、プレーヤーは、キャプテン・アメリカ、アイアンマン、ルーク・ケイジ、ウルヴァリン、スパイダーマン、スパイダーウーマンを組み合わせてニューアベンジャーズを作ることができる。
- テレビゲーム『Spider-Man: Web of Shadows』で、ウルヴァリンはスパイダーマンのブラックスーツを着てスパイダーマンと戦う。 彼がまだそうであると証明するために、スパイダーマンはウルヴァリンによって、ニューアベンジャーズへの参加を拒否したものが誰なのかを含むいくつかの質問をされる。
- MCU映画『サンダーボルツ*』にて、ヴォイドが猛威を振るった事件をサンダーボルツの面々が解決した後、ヴァレンティーナ・アレグラ・デ・フォンテーヌが記者会見にて彼等を「ニュー・アベンジャーズ」と紹介した。ポストクレジットシーンでは、サンダーボルツの面々がニュー・アベンジャーズを名乗り始めたため、サム・ウィルソン / キャプテン・アメリカ（3代目）とアベンジャーズの商標権を巡って衝突しており、バッキーがサムにニュー・アベンジャーズの名を使う許可を取ろうとするも、交渉は決裂した模様。